# Бродовка (Минская область)
Бродовка (бел. Бродаўка) — деревня в Борисовском районе Минской области Беларуси. Входит в состав Пригородного сельсовета.

## География
Деревня находится в северо-восточной части Минской области, на берегах реки Бродни, на расстоянии приблизительно 14 километров (по прямой) к северо-северо-востоку от города Борисов, административного центра района. Абсолютная высота — 183 метра над уровнем моря. Площадь населённого пункта — 0,9455 км².

## История
Известна с XVIII века. В 1779 году была построена деревянная церковь, освящённая во имя Святой Троицы. В 1889 году начала действовать церковно-приходская школа. В 1897 году входила в состав Борисовского уезда Минской губернии, насчитывалось 45 дворов и 428 жителей.
По состоянию на 1909 год, в Бродовке имелось 64 двора и проживал 391 человек. В административном отношении деревня входила в состав Кищино-Слободской волости.
В 1931 году, в ходе проведения коллективизации, был образован колхоз «Помощь».
До 8 февраля 2010 года деревня являлась центром Бродовского сельсовета.

## Население
По данным переписи 2019 года, в деревне проживало 169 человек.
| Год  | Население, человек |
| ---- | ------------------ |
| 1800 | 165                |
| 1897 | ↗ 428              |
| 1909 | ↘ 391              |
| 1917 | ↘ 326              |
| 1926 | ↘ 324              |
| 1960 | ↗ 438              |
| 1988 | ↘ 238              |
| 2008 | ↘ 220              |
| 2009 | ↘ 197              |
| 2019 | ↘ 169              |